# Абдеррахим, Суад
Суад Абдеррахим (араб. سعاد عبد الرحيم‎; род. 16 декабря 1964, Сфакс) — тунисский политический деятель. Член умеренно-исламистской Партии возрождения («Ан-Нахда»). В прошлом — мэр Туниса (2018—2023). Первая женщина в этой должности.

## Биография
Родилась 16 декабря 1964 года в Сфаксе в семье родом из Метвии в вилайете Габес, в которой было семь детей.
Получила степень бакалавра в лицее имени Хазнадара в Тунисе в 1983 году. Продолжила обучение на медицинском факультете Университета города Монастир. В 1988 году получила степень в области диетологии, в 1992 году — степень по фармацевтике.
В студенческие годы была активисткой, стала членом исполнительного комитета Всеобщего союза тунисских студентов (UGTE). В 1985 году была арестована на 15 суток из-за студенческой активности, после чего на время вынуждена была бросить учёбу. В 1991 году, когда Всеобщий союз тунисских студентов был распущен, Суад Абдеррахим занялась правозащитной деятельностью, была снова арестована и наказана лишением свободы.
В этот период отказалась от ношения исламского платка — хиджаба.
Работала менеджером оптового фармацевтического магазина в городе Тунисе.
После свержения режима президента Зин аль-Абидин Бен Али 14 января 2011 года в результате «жасминовой революции» назначена членом исполнительного комитета партии «Ан-Нахда», запрещенной при прежнем режиме за экстремизм. Баллотировалась на выборах 23 октября 2011 года в Национальное учредительное собрание (НУС) для разработки новой Конституции Туниса, возглавила список «Ан-Нахда» во втором избирательном округе города Туниса. «Ан-Нахда» получила 89 из 217 мест в Собрании. В январе 2014 года Национальное учредительное собрание утвердило новую Конституцию, а в июне 2014 года приняло решение о проведении 26 октября выборов в новый парламент, Собрание народных представителей Туниса, а 23 ноября — президентских выборов.
Баллотировалась на муниципальных выборах 6 мая 2018 года, первых после «жасминовой революции» 2011 года. Возглавила список «Ан-Нахда» в муниципальном округе города Туниса. По результатам выборов «Ан-Нахда» заняла второе место после независимых кандидатов, получила 28,64% голосов и 2135 мест. Правящая партия «Нидаа Тунис» получила 20,85% голосов. На первой сессии муниципального совета после выборов, 3 июля Суад Абдеррахим избрана мэром Туниса. За неё проголосовали 26 из 60 членов муниципального совета, а за её конкурента Камеля Идира от правящей «Нидаа Тунис» — 22. Первая женщина в этой должности. Сменила Сейфаллаха Ласрама, назначенного мэром после «жасминовой революции» 2011 года.
8 марта 2023 года президент Туниса Каис Саид своим указом распустил все муниципальные советы. Генеральным секретарём, ответственным за муниципальные дела Туниса, был назначен Слиман аль-Коли (سليمان الكولي‎).
Ранее, 25 июля 2021 года президент Каис Саид заморозил деятельность парламента, 30 марта 2022 года распустил его. 25 июля 2022 года состоялся референдум, на котором при явке 27,5% принята новая Конституция, которая наделила президента всей полнотой исполнительной власти, сократив полномочия законодательной и судебной. В феврале 2023 года прошли аресты деятелей оппозиции, в том числе членов партии «Ан-Нахда».

## Личная жизнь
Замужем за директором компании, работающей в сфере продажи лекарств. У пары двое детей — Сами и Нурхан.

## Награды
В 2014 году награждена Национальным орденом «За заслуги» 4-й степени.